# Високоярське сільське поселення
Високоя́рське сільське поселення (рос. Высокоярское сельское поселение) — сільське поселення у складі Бакчарського району Томської області Росії.
Адміністративний центр — село Високий Яр.
Населення сільського поселення становить 1348 осіб (2019; 1601 у 2010, 1971 у 2002).
Станом на 2002 рік існували Богатирьовська сільська рада (село Богатирьовка, присілок Андарма) та Високоярська сільська рада (село Високий Яр, присілки Криловка, Пчолка, Світлозелене, Хуторське), присілок Паничево перебував у складі Чернишевської сільської ради.

## Склад
До складу сільського поселення входять:
| Населений пункт        | Населення, осіб (2002) | Населення, осіб (2010) |
| ---------------------- | ---------------------- | ---------------------- |
| Андарма, присілок      | 0                      | -                      |
| Богатирьовка, село     | 384                    | 342                    |
| Високий Яр, село       | 753                    | 640                    |
| Криловка, присілок     | 281                    | 218                    |
| Паничево, присілок     | 199                    | 122                    |
| Пчолка, присілок       | 148                    | 123                    |
| Світлозелене, присілок | 0                      | -                      |
| Хуторське, присілок    | 206                    | 156                    |